# Tachydromia fuscinervis
Tachydromia fuscinervis är en tvåvingeart som först beskrevs av Frey 1915.  Tachydromia fuscinervis ingår i släktet Tachydromia och familjen puckeldansflugor. Inga underarter finns listade i Catalogue of Life.